# Playboy Records
Playboy Records est une maison de disques américaine, basée à Los Angeles, en Californie qui fait partie de Playboy Enterprises.

## Historique
Créé en 1949, le label enregistre  Al Wilson, Barbi Benton, Blue Ash, Bobby Taylor & the Vancouvers, Brenda Patterson Hamilton, Joe Frank & Reynolds, Ivory, Greg Kihn, The Rubinoos, Wynn Stewart, Mickey Gilley et Joey Stec.Un LP notable était Hudson , le premier album des Hudson Brothers. Un autre artiste notable est Jim Sullivan, dont le deuxième album (éponyme) est sorti sur Playboy. Playboy a également publié  le seul enregistrement de concert live complet de Lead Belly à partir d'un enregistrement réalisé en 1949, peu de temps avant sa mort.